# Willem VII van Hessen-Kassel
Willem VII van Hessen-Kassel (Kassel, 21 juni 1651 - Parijs, 21 november 1670) was van 1663 tot 1670 landgraaf van Hessen-Kassel. Hij behoorde tot het huis Hessen-Kassel.

## Levensloop
Willem VII was de oudste zoon van landgraaf Willem VI van Hessen-Kassel uit diens huwelijk van Hedwig Sophie, dochter van keurvorst George Willem van Brandenburg.
Na de dood van zijn vader werd hij in 1663 op twaalfjarige leeftijd landgraaf van Hessen-Kassel. Wegens zijn minderjarigheid werd Willem onder het regentschap en de voogdij van zijn moeder geplaatst.
Hij werd verloofd met zijn nicht Maria Anna (1653-1711), dochter van Jacob Kettler, hertog van Koerland, en Louise Charlotte van Brandenburg, een zus van zijn moeder. Daarna ondernam hij een grand tour door de Republiek der Zeven Verenigde Nederlanden, Engeland en Frankrijk. In Parijs werd hij zeer ziek. Via laxeer- en braakmiddelen, aderlatingen en darmspoelingen probeerden Franse artsen hem te genezen, maar de behandelingen veroorzaakten echter zijn overlijden op 21 november 1670. Hij was slechts 19 jaar oud.
Hij werd bijgezet in Martinuskerk van Kassel. Hij werd als landgraaf opgevolgd door zijn jongere broer Karel, die uiteindelijk huwde met Willems verloofde.